# Thalassoma newtoni
Thalassoma newtoni is een  straalvinnige vissensoort uit de familie van lipvissen (Labridae). De wetenschappelijke naam van de soort is voor het eerst geldig gepubliceerd in 1891 door Osório.
De soort staat op de Rode Lijst van de IUCN als niet bedreigd, beoordelingsjaar 2009. Thalassoma newtoni komt alleen voor in de Atlantische Oceaan in de kustwateren rond het eiland Sao Tomé en wordt soms verward met de nauw verwante soorten Thalassoma ascensionis en Thalassoma pavo.